# Battaglia di Tagliacozzo
La battaglia di Tagliacozzo fu una battaglia combattuta nei piani Palentini il 23 agosto 1268 tra i ghibellini sostenitori di Corradino di Svevia e le truppe angioine di Carlo I d'Angiò, di parte guelfa, rappresentando di fatto l'ultimo atto della potenza sveva in Italia. La fine di Corradino segnò infatti la caduta definitiva degli Hohenstaufen dal trono imperiale e da quello di Sicilia, aprendo, nel regno siciliano, il nuovo capitolo della dominazione angioina. È nota come battaglia di Tagliacozzo poiché, all'epoca, la cittadina risultava essere sede comitale, la più popolosa della Marsica, e centro rilevante sulle cartine geografiche.

## Svolgimento

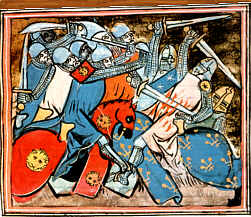
Opera in cui è raffigurata una scena della battaglia

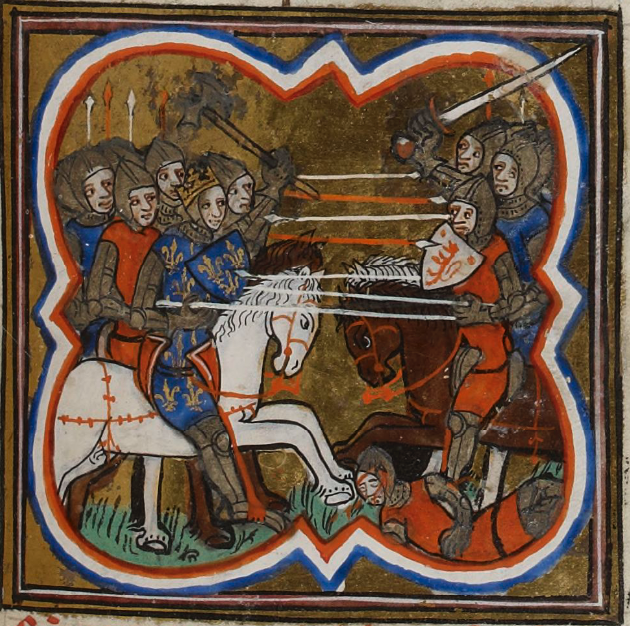
Rappresentazione della battaglia

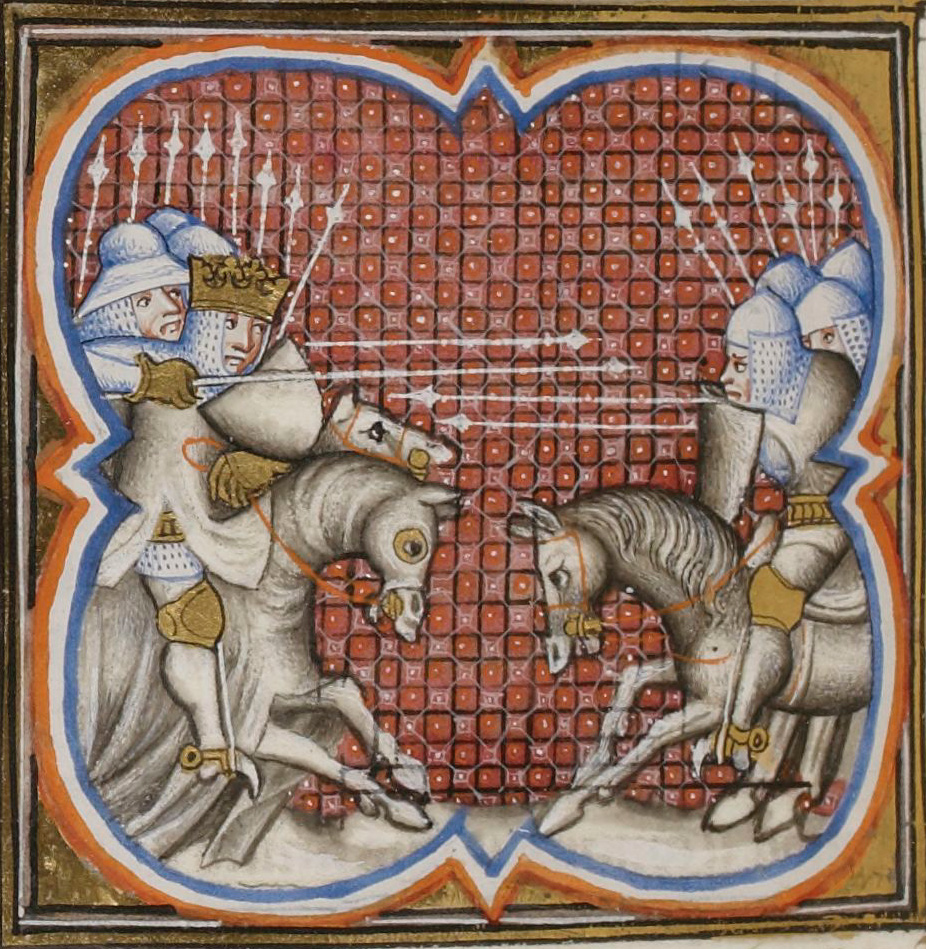
Altra rappresentazione della battaglia

Carlo I d'Angiò, fratello di Luigi IX di Francia e primo conte d'Angiò, era stato investito del Regno di Sicilia da papa Clemente IV, mentre Corradino era stato chiamato dai ghibellini a rivendicare il trono di Sicilia dopo la morte del padre Corrado di Svevia, a sua volta figlio di Federico II di Svevia e pronipote di Federico Barbarossa, e la successiva (1266) sconfitta e morte a Benevento dello zio Manfredi, che peraltro, in qualche modo gli aveva usurpato il regno.
Corradino si diresse verso la fedele Lucera che, dopo aver scatenato la ribellione nel regno il 2 febbraio 1268, dal 20 maggio 1268 era sotto assedio da parte di Carlo I, il quale, per volere della Santa Sede, aveva organizzato una crociata per debellare l'ultima roccaforte islamica dell'Italia meridionale. Lasciato l'assedio, Carlo andò incontro a Corradino e la battaglia si svolse presso i piani Palentini, tra i territori pianeggianti di Scurcola Marsicana e Albe; prese comunque il nome dalla località di Tagliacozzo, che era il centro abitato più importante della contea marsicana, situato a breve distanza dal luogo dello scontro. Queste le forze in campo: circa 9 000 imperiali per Corradino; circa 6 000 soldati per Carlo d'Angiò.
L'esercito di Corradino, costituito da soldati tedeschi, pisani, romani, spagnoli e arabi, era suddiviso in tre gruppi: il 1° agli ordini di Federico I di Baden-Baden e dello stesso Corradino, il 2° guidato da Galvano de Lancia e il 3° da Enrico de Lancia. Le truppe angioine erano comandate da Carlo d'Angiò, dal consigliere Erardo (o Alardo) di Valéry e da Guglielmo Stendardo.
La battaglia campale ebbe materialmente luogo presso un ponte in muratura sito lungo il corso del fiume Imele (nei pressi della confluenza con il fiume Salto) o, secondo altri storici, nelle vicinanze del ruscello Riale presso la località nota anticamente come Castrum Pontis. I soldati guidati dallo svevo, numericamente superiori, accerchiarono dapprima le truppe angioine, ma al momento dell'attacco commisero l'errore di non valutare adeguatamente l'entità e le posizioni di tutte le forze nemiche.
Corradino fu sconfitto dopo un'apparente vittoria iniziale a causa di uno stratagemma ideato da Alardo di Valéry, che prese spunto a sua volta da un analogo espediente usato dai saraceni nelle crociate: il nobile Henri de Cousances, aiutante di campo del re, indossò le vesti di Carlo e si lanciò in battaglia con tutta l'avanguardia angioina preceduta dalle insegne reali. Gli uomini di Corradino si gettarono in massa contro questa schiera, sbaragliandola. Caduto il Cousances, i ghibellini ebbero l'illusione di aver ucciso l'odiato francese e di avere in pugno la vittoria. Ruppero così le loro formazioni, lasciandosi andare a grandi scene di giubilo, lanciandosi disordinatamente all'inseguimento dei franco-angioini in apparente rotta, e dedicandosi altresì al saccheggio del campo nemico. Questo diede a Carlo d'Angiò la possibilità di sferrare un nuovo attacco a sorpresa, grazie a 800 cavalieri tenuti in riserva, che egli non aveva impiegato nella prima fase della battaglia, ma tenuto dietro ad un avvallamento del terreno.
Lo schieramento ghibellino, preso di sorpresa e alle spalle, non resse alla carica della cavalleria angioina, fu travolto e si disperse. Per le truppe dello svevo fu una disfatta che assunse in breve le proporzioni di un autentico massacro. Corradino si diede allora alla fuga, dirigendosi verso Roma. La città che poco tempo prima lo aveva trionfalmente accolto, si dimostrò adesso ostile allo sconfitto.
D'altronde, l'ira di Carlo verso i romani, ritenuti traditori per l'appoggio dato in precedenza allo Staufen, era stata terribile, come atrocemente sperimentarono i cittadini romani fatti prigionieri a Scurcola. Essi, infatti, furono barbaramente massacrati con inumani supplizi. Probabilmente la realistica statua marmorea di Arnolfo di Cambio, che raffigura Carlo d'Angiò in trono con un'espressione torva, dovette avere anche la funzione di monito al popolo romano sul prezzo dell'infedeltà. Tutti questi eventi precedenti certo non favorirono in quel momento la solidarietà dei romani verso il fuggiasco Corradino. Il giovane principe e i suoi decisero che sarebbe stato più prudente lasciare Roma per dirigersi verso lidi sicuri. Raggiunta con i suoi compagni Torre Astura, località del litorale laziale nei pressi di Nettuno, Corradino tentò di prendere il mare, probabilmente diretto verso la fedelissima Pisa.
Fu invece tradito da Giovanni Frangipane, signore di quei luoghi, che lo fece consegnare a Carlo d'Angiò. Processato sommariamente e condannato a morte, fu decapitato a Campo Moricino, l'attuale piazza del Mercato di Napoli, il 29 ottobre 1268; Federico I di Baden-Baden condivise lo stesso destino. La vittoria franco-angioina segnò il destino della saracena Lucera che fu presa per fame il 27 agosto 1269 e della penisola italiana, strappata di fatto agli Svevi dagli Angioini, il cui dominio doveva peraltro subire un duro colpo nel 1282 con la rivolta dei Vespri Siciliani.

## Influenza culturale

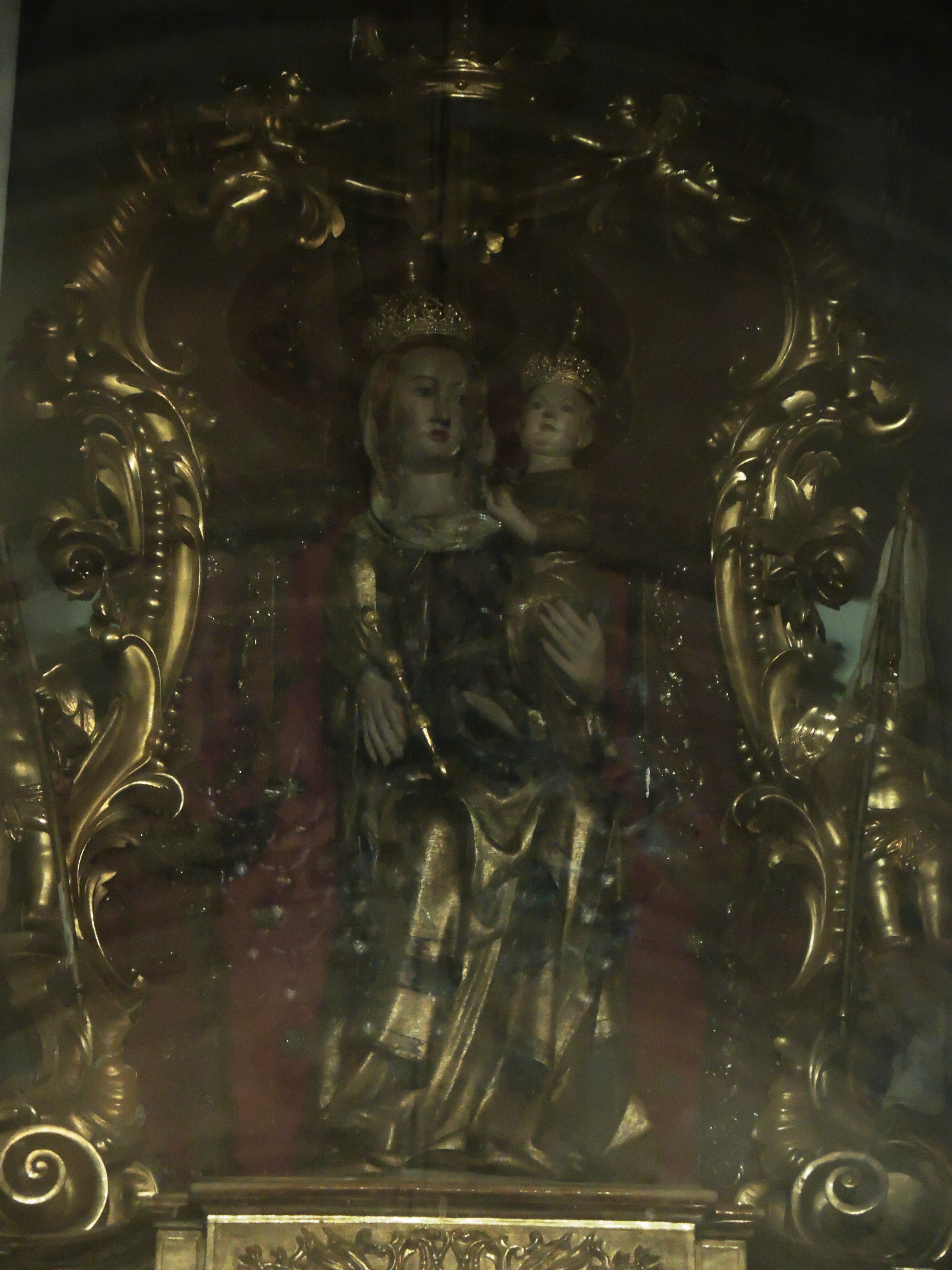
Statua duecentesca della Madonna della Vittoria, conservata nella chiesa di Santa Maria della Vittoria in Scurcola Marsicana

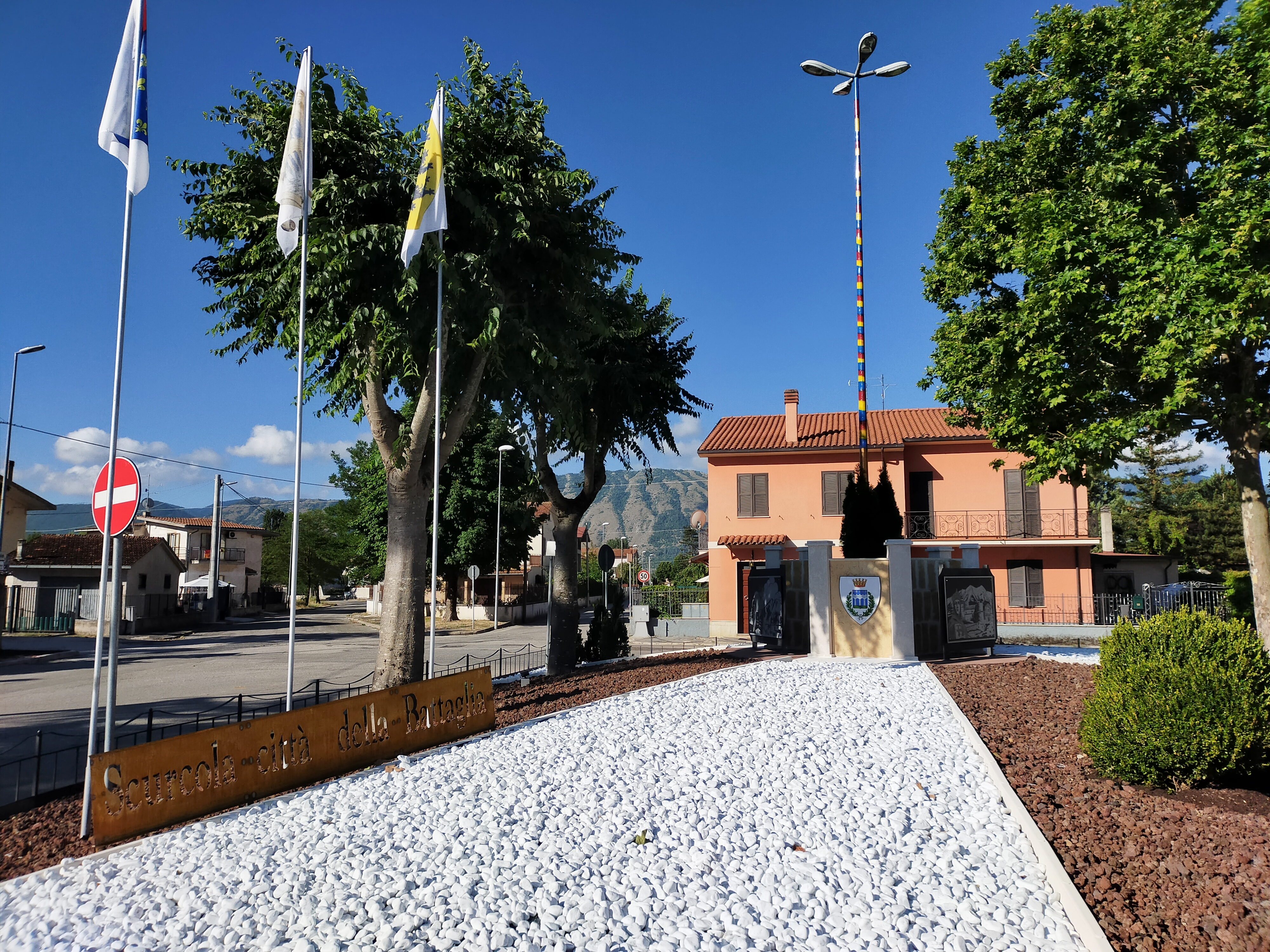
Monumento rievocativo a Scurcola Marsicana

La battaglia è citata da Dante Alighieri nell'Inferno (XXVIII, 17-18,) e l'accento è posto sulla vittoria per il consiglio di «Alardo sanz'arme», che è indice dell'atteggiamento anti-angioino del poeta, peraltro manifestato anche altrove e giustificato dal fatto che il poeta, nella sua vita, aveva avuto uno dei suoi maggiori avversari in Carlo di Valois, parente di Carlo I d'Angiò.
In occasione della vittoria contro gli Svevi, Carlo I d'Angiò impiantò nelle vicinanze di Scurcola un piccolo manipolo di monaci cistercensi e finanziò la fondazione dell'abbazia di Santa Maria della Vittoria, una delle grandi cinque badie cistercensi abruzzesi. Purtroppo l'abbazia andò in rovina già nel XVI secolo; si conservano dei portali presso le chiese di Scurcola, da essa ricavate, e la statua gotica della Madonna della Vittoria.
Nel 1277 lo scultore Arnolfo di Cambio realizzò la statua marmorea Ritratto di Carlo I d'Angiò, opera che raffigura realisticamente il sovrano seduto sul trono, anticamente collocata nella basilica di Santa Maria in Aracoeli, poi esposta nei Musei Capitolini a Roma.
La battaglia tra Angioini e Svevi influenzò profondamente anche l'immaginario popolare abruzzese, tanto che esistono varie leggende sul combattimento, cariche di suggestioni; alcune versioni sono state trascritte da Domenico Ciampoli, Antonio De Nino e Giovanni Pansa.
Il 6 luglio 2019, in occasione della conclusione delle celebrazioni del 750º anniversario della battaglia, a Tagliacozzo presso il piazzale della stazione è stato inaugurato, alla presenza del presidente della repubblica Sergio Mattarella, il monumento a Dante Alighieri, ritraente il sommo poeta nell'atto di declamare il verso.